# Riedisheim
Riedisheim [ʁidisaɪm] est une commune de la banlieue de Mulhouse située dans la circonscription administrative du Haut-Rhin et, depuis le 1er janvier 2021, dans le territoire de la Collectivité européenne d'Alsace, en région Grand Est.
Cette commune se trouve dans la région historique et culturelle d'Alsace et est membre de Mulhouse Alsace Agglomération (M2A) qui regroupe plusieurs communes de la région du Rhin Supérieur situées autour de Mulhouse. Elle fait partie des 20 communes de l'agglomération mulhousienne ayant l'obligation de mettre en place une ZFE-m avant le 31 décembre 2024. Elle se place au 14e rang des villes les plus peuplées d'Alsace. Ville de culture, elle est notamment connue pour héberger chaque année le Salon international de la photo de Riedisheim, plus grande manifestation photographique du Grand Est français.
Ses habitants sont appelés les Riedisheimois et les Riedisheimoises.

## Communes limitrophes
| Mulhouse                     | Mulhouse quartier du Drouot | Illzach quartier de Modenheim |
| Mulhouse quartier de Rebberg | Riedisheim                  | Rixheim                       |
| Brunstatt                    | Bruebach                    | Rixheim                       |

## Géographie
Limitrophe de la ville-centre de Mulhouse et de la commune de Rixheim, la commune de Riedisheim est située à 30 km de Bâle (Suisse) et 20 km de Müllheim (Allemagne).
Elle culmine à l'extrémité nord du « Horst de Mulhouse » (Horst est un mot allemand signifiant « butoir »), limite de la partie sud de la plaine d'Alsace. Elle domine ainsi, de son promontoire non effondré du fossé rhénan, une partie de celui-ci allant des Vosges à la Forêt-Noire allemande.
Riedisheim est située à environ 240 m d'altitude.

### Hydrographie

#### Réseau hydrographique
La commune est dans le bassin versant du Rhin au sein du bassin Rhin-Meuse. Elle est drainée par le canal du Rhône au Rhin,.
Le canal du Rhône au Rhin est un canal français qui relie la Saône, affluent navigable du Rhône, au Rhin, par la vallée du Doubs et son prolongement en Haute Alsace jusqu'à Niffer sur le Rhin, un autre prolongement rejoignant Strasbourg par la canalisation de l'Ill.

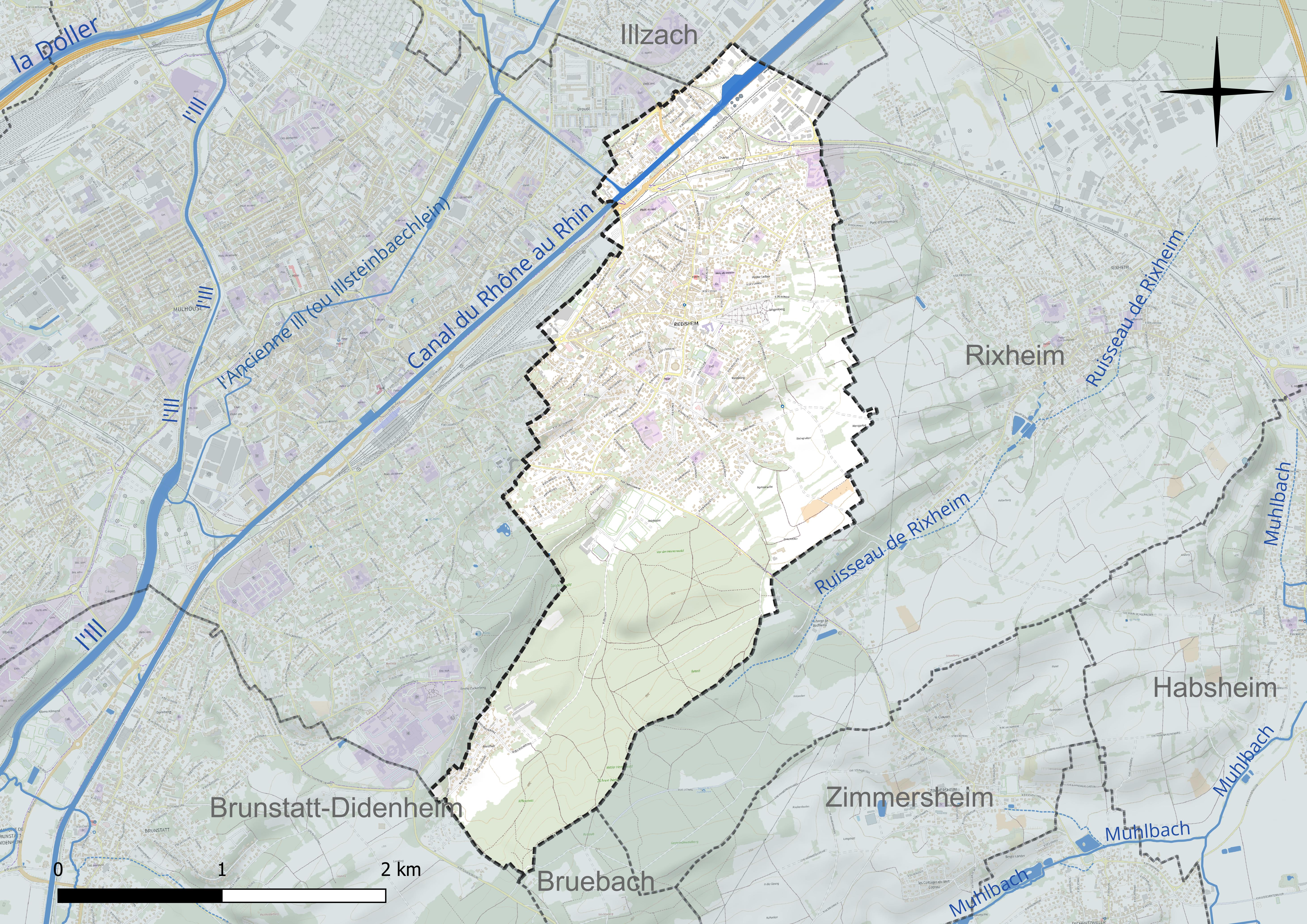
Réseau hydrographique de Riedisheim.

#### Gestion et qualité des eaux
Le territoire communal est couvert par le schéma d'aménagement et de gestion des eaux (SAGE) « Ill Nappe Rhin ». Ce document de planification concerne la nappe phréatique rhénane, les cours d'eau de la plaine d'Alsace et du piémont oriental du Sundgau, les canaux situés entre l'Ill et le Rhin et les zones humides de la plaine d'Alsace. Le périmètre s’étend sur 3 596 km2. Il a été approuvé le 17 janvier 2005. La structure porteuse de l'élaboration et de la mise en œuvre est la région Grand Est. 
La qualité des cours d’eau peut être consultée sur un site dédié géré par les agences de l’eau et l’Agence française pour la biodiversité. 

### Climat
Pour des articles plus généraux, voir Climat du Grand Est et Climat du Haut-Rhin.
En 2010, le climat de la commune est de type climat océanique altéré, selon une étude du Centre national de la recherche scientifique s'appuyant sur une série de données couvrant la période 1971-2000. En 2020, Météo-France publie une typologie des climats de la France métropolitaine dans laquelle la commune est exposée à un climat semi-continental et est dans une zone de transition entre les régions climatiques « Vosges » et « Alsace ». 
Pour la période 1971-2000, la température annuelle moyenne est de 10,3 °C, avec une amplitude thermique annuelle de 17,6 °C. Le cumul annuel moyen de précipitations est de 632 mm, avec 8,5 jours de précipitations en janvier et 9,3 jours en juillet. Pour la période 1991-2020, la température moyenne annuelle observée sur la station météorologique de Météo-France la plus proche, « Mulhouse », sur la commune de Mulhouse à 2 km à vol d'oiseau, est de 11,1 °C et le cumul annuel moyen de précipitations est de 747,6 mm. 
La température maximale relevée sur cette station est de 39,4 °C, atteinte le 13 août 2003 ; la température minimale est de −21,5 °C, atteinte le 10 février 1956,,. 
| Mois                                  | jan.             | fév.             | mars             | avril           | mai             | juin          | jui.            | août          | sep.            | oct.            | nov.           | déc.            | année      |
| ------------------------------------- | ---------------- | ---------------- | ---------------- | --------------- | --------------- | ------------- | --------------- | ------------- | --------------- | --------------- | -------------- | --------------- | ---------- |
| Température minimale moyenne (°C)     | −0,6             | −0,5             | 1,9              | 4,7             | 8,9             | 12,4          | 14,1            | 13,8          | 10,2            | 6,7             | 2,7            | 0,3             | 6,2        |
| Température moyenne (°C)              | 2,3              | 3,4              | 7                | 10,6            | 14,7            | 18,4          | 20,3            | 20            | 15,9            | 11,3            | 6,2            | 3,2             | 11,1       |
| Température maximale moyenne (°C)     | 5,3              | 7,4              | 12               | 16,5            | 20,5            | 24,3          | 26,4            | 26,3          | 21,5            | 15,9            | 9,6            | 6               | 16         |
| Record de froid (°C) date du record   | −20,2 13.01.1968 | −21,5 10.02.1956 | −17,2 04.03.1965 | −6,3 07.04.1956 | −3,1 01.05.1962 | 0,9 03.06.06  | 4,3 02.07.1960  | 4 30.08.1998  | −0,6 24.09.1964 | −6,7 31.10.1997 | −13,4 30.11.10 | −19 20.12.1981  | −21,5 1956 |
| Record de chaleur (°C) date du record | 18,3 10.01.1991  | 21,9 24.02.1990  | 26,5 31.03.21    | 30 22.04.1968   | 33,3 25.05.09   | 37,6 09.06.14 | 38,9 31.07.1983 | 39,4 13.08.03 | 34,1 11.09.23   | 29,7 13.10.23   | 24,3 07.11.15  | 19,9 16.12.1989 | 39,4 2003  |
| Précipitations (mm)                   | 57,9             | 49,2             | 49,9             | 49,9            | 78,2            | 67,8          | 63              | 67,1          | 61,1            | 69,7            | 58,7           | 75,1            | 747,6      |

| Diagramme climatique                                  |             |           |             |             |              |            |              |              |             |            |          |
| J                                                     | F           | M         | A           | M           | J            | J          | A            | S            | O           | N          | D        |
| 5,3−0,657,9                                           | 7,4−0,549,2 | 121,949,9 | 16,54,749,9 | 20,58,978,2 | 24,312,467,8 | 26,414,163 | 26,313,867,1 | 21,510,261,1 | 15,96,769,7 | 9,62,758,7 | 60,375,1 |
| Moyennes : • Temp. maxi et mini °C • Précipitation mm |             |           |             |             |              |            |              |              |             |            |          |

Les paramètres climatiques de la commune ont été estimés pour le milieu du siècle (2041-2070) selon différents scénarios d'émission de gaz à effet de serre à partir des nouvelles projections climatiques de référence DRIAS-2020. Ils sont consultables sur un site dédié publié par Météo-France en novembre 2022.

## Urbanisme

### Typologie
Au 1er janvier 2024, Riedisheim est catégorisée grand centre urbain, selon la nouvelle grille communale de densité à sept niveaux définie par l'Insee en 2022.
Elle appartient à l'unité urbaine de Mulhouse, une agglomération intra-départementale regroupant 20  communes, dont elle est une commune de la banlieue,,. Par ailleurs la commune fait partie de l'aire d'attraction de Mulhouse, dont elle est une commune du pôle principal,. Cette aire, qui regroupe 132 communes, est catégorisée dans les aires de 200 000 à moins de 700 000 habitants,.

### Occupation des sols
L'occupation des sols de la commune, telle qu'elle ressort de la base de données européenne d’occupation biophysique des sols Corine Land Cover (CLC), est marquée par l'importance des territoires artificialisés (53 % en 2018), en augmentation par rapport à 1990 (50,6 %). La répartition détaillée en 2018 est la suivante : 
zones urbanisées (44,1 %), forêts (29,2 %), terres arables (9,2 %), zones industrielles ou commerciales et réseaux de communication (8,9 %), zones agricoles hétérogènes (8,6 %). L'évolution de l’occupation des sols de la commune et de ses infrastructures peut être observée sur les différentes représentations cartographiques du territoire : la carte de Cassini (XVIIIe siècle), la carte d'état-major (1820-1866) et les cartes ou photos aériennes de l'IGN pour la période actuelle (1950 à aujourd'hui).

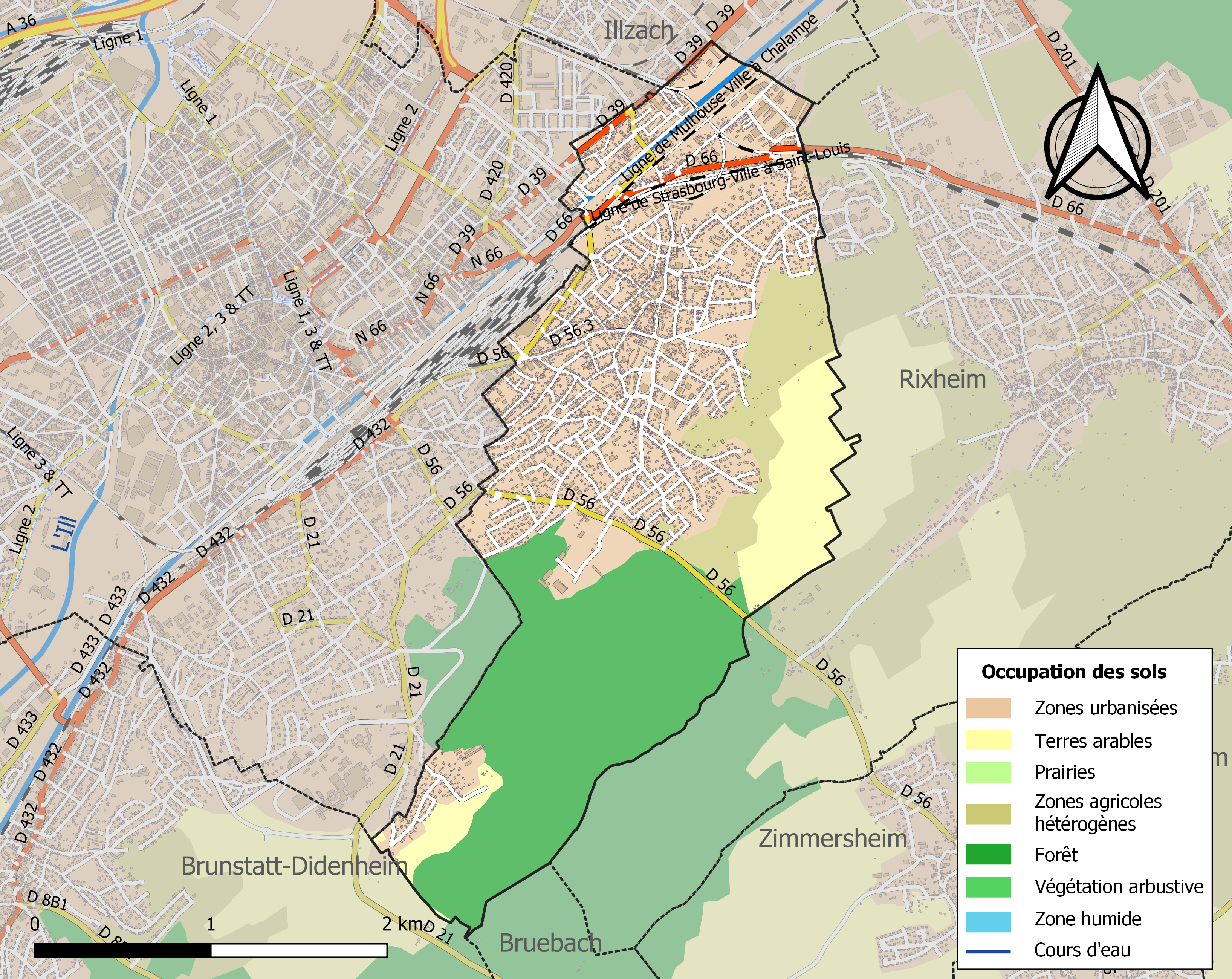
Carte des infrastructures et de l'occupation des sols de la commune en 2018 (CLC).

## Histoire
Le ban de Riedisheim est l'une des rares localités à attester d'une présence humaine dès le Paléolithique inférieur. Le Rhin qui n'était alors qu'un torrent sauvage, précipitait ses crues jusqu'aux premières collines du Jura. Riedisheim était ainsi régulièrement submergée. Au fil du temps, le grand fleuve sauvage creusa un lit plus profondément et tendit à se discipliner. Lorsque les Romains parvinrent en Alsace, ils parachevèrent cette maîtrise des crues en endiguant le Rhin. En bénéfice, le Rhin en se retirant avait laissé beaucoup de pierres et de sable. Cette terre sablonneuse est à l'origine de la Hardt sur laquelle prirent naissance de denses forêts.
Pour fertiliser la terre du ban de l'actuel Riedisheim, les premiers habitants se virent obligés d'abattre beaucoup d'arbres. Le sol calcaire de Riedisheim put être exploité après avoir asséché les marécages restants.
En 1004, on mentionna la première fois un village du nom de Rudinisheim. Par la suite, ce nom a évolué pour aboutir en 1832 à Riedisheim. La signification de ce nom n'est pas très claire, pour certains c'est une allusion au « ried », pour d'autres une évocation du patronyme germanique « Rüdolf » (Rüdi). On notera qu'au XIVe siècle disparaissait le village médiéval de Leibersheim, l’un des finages de la commune de Riedisheim. Leibersheim constitue un exemple de l’habitat rural de l’époque mérovingienne (VIe – VIIIe siècle).
La commune de Riedisheim choisit la biche comme emblème pour son blason.
Vers la fin du XVe siècle, Maximilien Ier, empereur des Habsbourg, dota le comte de Thierstein (alors bailli du Sundgau), des villages de Brunstatt, de Pfastatt et de Riedisheim.
Le nom et les armes des Thierstein relevaient de la même racine : en vieil allemand (Niederdeutsch), le nom « Thier » est synonyme de « Hirschkuh », c'est-à-dire biche. C'est ainsi que sur les armoiries des Thierstein figurait une biche de gueules sur une terrasse de sinople.
Le 19 juin 1940, la ville est occupée par les Allemands. Le 20 novembre 1944, la 1re armée libératrice arrive, mais l’ennemi rôde encore aux abords de l’actuel Waldeck, tandis qu’un peloton français progresse le long des haies. Après un échange de tirs, une « panzerfaust » (arme antichar individuelle) atteint un Scout Car du Régiment d'Infanterie Coloniale du Maroc. Trois jeunes laissent leur vie et deux autres sont blessés (dont un grièvement) à l’intersection de la route de Zimmersheim, des rues des bois et d’Alsace.

### Héraldique
| Blason de Riedisheim | Les armes de Riedisheim se blasonnent ainsi : « D'argent à la biche de gueules passante sur une terrasse de sinople ». |

## Politique et administration
En 2010, la commune de Riedisheim a été récompensée par le label « Ville Internet @@ ».
La ville de Riedisheim est également le siège du consulat de Hongrie en Alsace et Franche-Comté.

## Démographie
L'évolution du nombre d'habitants est connue à travers les recensements de la population effectués dans la commune depuis 1793. Pour les communes de plus de 10 000 habitants les recensements ont lieu chaque année à la suite d'une enquête par sondage auprès d'un échantillon d'adresses représentant 8 % de leurs logements, contrairement aux autres communes qui ont un recensement réel tous les cinq ans,.

En 2022, la commune comptait 12 154 habitants, en évolution de −1,11 % par rapport à 2016 (Haut-Rhin : +0,66 %, France hors Mayotte : +2,11 %).
| 1793  | 1800 | 1806 | 1821  | 1831  | 1836  | 1841  | 1846  | 1851  |
| ----- | ---- | ---- | ----- | ----- | ----- | ----- | ----- | ----- |
| 1 012 | 962  | 922  | 1 005 | 1 190 | 1 308 | 1 376 | 1 420 | 1 433 |

| 1856  | 1861  | 1866  | 1871  | 1875  | 1880  | 1885  | 1890  | 1895  |
| ----- | ----- | ----- | ----- | ----- | ----- | ----- | ----- | ----- |
| 1 565 | 2 005 | 2 062 | 1 932 | 2 148 | 2 271 | 2 649 | 2 765 | 3 061 |

| 1900  | 1905  | 1910  | 1921  | 1926  | 1931  | 1936  | 1946  | 1954  |
| ----- | ----- | ----- | ----- | ----- | ----- | ----- | ----- | ----- |
| 3 422 | 4 584 | 5 678 | 5 777 | 6 326 | 6 836 | 7 177 | 6 976 | 7 745 |

| 1962  | 1968  | 1975   | 1982   | 1990   | 1999   | 2006   | 2011   | 2016   |
| ----- | ----- | ------ | ------ | ------ | ------ | ------ | ------ | ------ |
| 8 483 | 9 811 | 12 403 | 12 175 | 11 868 | 12 101 | 11 925 | 12 180 | 12 291 |

| 2021   | 2022   | - | - | - | - | - | - | - |
| ------ | ------ | - | - | - | - | - | - | - |
| 12 163 | 12 154 | - | - | - | - | - | - | - |

## Enseignement
La ville de Riedisheim possède 5 écoles maternelles (les écoles Schweitzer, Pasteur, Violettes, Clemenceau et Mermoz), 3 écoles primaires (l'Institution Ste-Ursule, l'école Lyautey et l'école Bartholdi) et 2 collèges d'enseignement secondaire, l'un public, le collège Léon-Gambetta et l'autre privé, l'Institution Sainte-Ursule ainsi qu'un établissement éducatif et pédagogique (EEP), le Centre de la Ferme, installé dans l'ancienne propriété Dollfus.
Le bilinguisme franco-allemand y est en outre développé, permettant une formation dans les deux langues, de la maternelle au collège.

## Lieux et monuments

### Maison
- Villa Bienstock.

### Églises catholiques
- Sainte-Afre (orgue : voir http://decouverte.orgue.free.fr/orgues/riedissa.htm).
- Saint-Jean-Baptiste (orgue : voir http://decouverte.orgue.free.fr/orgues/riedisjv.htm).
- Notre-Dame, couvent des Rédemptoristes.

|  |  |  |

### Églises protestantes
- Temple protestant.

|  |

### Culture
- L'Aronde (anciennement Centre culturel et de loisirs - CCL).

|  |  |

## Sports
L'équipe des Patriotes de Riedisheim évolue en 3e division de football américain. L'équipe joue au stade du Waldeck.

## Personnalités liées à la commune
- Alphonse Boog, musicien et historien ;
- Charles Buttner, maire et président du conseil général du Haut-Rhin ;
- Gustave Dollfus, industriel et philanthrope ;
- Henri Eberhardt (1913-1976), kayakiste, médaillé olympique ;
- Daniel Eckenspieller, né à Riedisheim, sénateur du Haut-Rhin de 1995 à 2004.

## Jumelages
- Munderkingen (Allemagne)